# Château de Somont
Le château de Somont, anciennement, Soubmont, puis Sousmont ou Submons, étymologiquement « sous la montagne », est une ancienne maison forte, du XIIIe siècle, remanié au XIXe siècle, au Moyen Âge, siège de la seigneurie de Somont, érigée en comté en 1733, qui se dresse sur la commune de Yenne une commune française, dans le département de la Savoie en région Auvergne-Rhône-Alpes.

## Situation
À 3 km à l'est du bourg, au hameau de Haut Somont.

## Histoire
La famille de Somont est connue, depuis le XIIe siècle, avec Ulrich de Somont (de Submonte), qui accompagne le comte Amédée III de Savoie, à la deuxième croisade en 1147. On relève ensuite Bruno de Somont, témoin, en 1209, à Yenne de la reconnaissance de la mestralie de Chambuerc, Pierre de Somont, témoin dans un acte à Yenne, en 1273, Anselme de Somont, qui, en août 1295, assiste au testament de Jacques de Chevelu, et, Olivier de Somont homme d'armes du comte de Savoie, en 1320.
Antoine de Somont, le 7 mai 1335, reçoit une investiture. Arthaud de Somont, dit « Grivel », Écuyer, vît en 1356, Jean de Somont, dit « Cornu », est châtelain, en 1371, de Pont-de-Beauvoisin, et, André de Somont est châtelain du Bourget, en 1417.
Antoine de Somont, dernier du nom, capitaine des archers de la garde du duc de Savoie, en 1490, reçoit de la duchesse Blanche de Montferrat, régente de Savoie, investiture du château et des lieux de Somont et Aimavigne, avec juridiction omnimode de haute, moyenne et basse justice et dernier supplice. Mort sans enfant mâle, sa fille unique, Huguette de Somont, qui hérite de ses biens, est mariée à Pierre de La Forest (1490-1536) , seigneur de La Barre, ambassadeur du duc Charles III de Savoie, à la cour du roi de France , François Ier .
En 1536, Pierre de La Forest, devenu seigneur de Somont, rend hommage pour ces deux fiefs à François Ier, dont les armées ont occupé le duché de Savoie. Charles de La Forest (1522-1565), l'un de ses fils, forma le rameau des barons puis comtes de Divonne, l'autre, Antoine de La Forest, sera marié à Philiberte des Terreaux, fille du seigneur de Murs, et donna la branche des La Forest de Somont, seigneurs de Murs. Leur fils, Jean Antoine de La Forest de Somont, né en 1645, au château de Somont, sera abbé de Tamié.
Jean-François de La Forest, seigneur de Somont, Murs et Bonvillard en 1669 , s'oppose à l'érection de fourches patibulaires, sur le coteau d'Arcollières, en un lieu qui avait toujours été dans la juridiction de Somont, par le marquis de Yenne, qui vient d'être investi. Joseph de Grenaud, seigneur de Contamine et de La Forest, le 1er octobre 1675, le représente, à Yenne, à la réunion de la noblesse du petit Bugey, à l'occasion de l'avènement de Victor-Amédée II de Savoie. Jean-François de La Forest meurt, sans descendance mâle, vers 1730 et le château et le fief échoient, par le mariage de sa fille unique, Charlotte de La Forest de Somont, qui en hérite, à François de Mareschal de Luciane, qui devient ainsi seigneur de Somont.
La seigneurie de Somont est érigée en comté, le 23 novembre 1733, par Charles-Emmanuel III de Sardaigne, en faveur de Jacques de Mareschal de Luciane, comte de Somont, fils de François de Mareschal de Luciane et de Charlotte de La Forest de Somont, marié à Anne de Saint-Séverin, dame de La Barre et de Murs, en considération de l'ancienneté de sa noblesse et des services rendus par ses ancêtres.
La famille de Mareschal de Somont fut momentanément dépossédée de sa terre au temps de la Révolution française : par contrat du 28 prairial an VI (16 juin 1798), reçu par le notaire Bonnet, de Bourg-en-Bresse , la dame Jeanne-Hélène de Longecombe, veuve de François-César de Vignod, achète le domaine de Somont pour 60 000 francs, et sa fille, Marie-Barbe-Claudine-Joséphine de Vignod, épouse le comte Joseph-Hector de Mareschal de Somont, rapportant ainsi à cette famille la terre de ce nom. Leur fille, Eugénie de Mareschal-Somont, épouse le comte Charles Pullini, intendant général de Savoie de 1823 à 1833. Sa fille, demoiselle Marie Pullini, vend le domaine de Somont, en 1879, au comte Lodoïk de La Forest-Divonne qui meurt quelques années après. Les terres et le château sont alors vendus à M. Borget, de Yenne, qui en avait la possession en 1933. Il a été acheté par M. Michel Holl en 1940 puis par la famille Rosselot.

## Description
On pénètre dans la cour par un porche en arc brisé en tiers point du XIIIe siècle.
Le château, en pierres apparentes, quant à lui, se présente sous la forme d'un corps de logis quadrangulaire, que flanquent deux tours rondes. L'une datant du XVe siècle et celle rehaussée de ciment du XIIIe siècle. Le château a conservé une partie de ses fenêtres à meneaux, dont, sur la façade latérale, au couchant, une fenêtre à meneaux blasonnés du XVIe. À l'intérieur, subsistent les plafonds en bois et de vastes cheminées.
Le château fit l'objet, à la fin du XIXe siècle, d'une restauration assez malheureuse, notamment sur ses deux tours. 